# Gears of War: Ultimate Edition
Gears of War: Ultimate Edition je střílečka z pohledu třetí osoby vyvinutá společností The Coalition a publikovaná Microsoft Studios, hra vyšla v roce 2015. Jedná se o remasterovanou edici videohry Gears of War z roku 2006, prvního dílu série Gears of War, kterou původně vyvinulo studio Epic Games. Cílem tohoto projektu bylo přesně zachovat původní herní zážitek a zároveň aktualizovat jeho vizuální prezentaci pro současnou generaci konzolí. Ultimate Edition byla vydána pro Xbox One v srpnu roku 2015 a pro Windows v březnu roku 2016.

## Recenze
Recenze na konzolovou verzi Gears of War: Ultimate Edition od videoherních recenzentů byly převážně pozitivní, zatímco PC verze byla méně pozitivně přijata kvůli svým technickým problémům. Chvála byla zaměřena na vylepšenou grafiku, zvuk a minimální odchylky od původního herního zážitku, zatímco kritika se soustředila na problémy s AI a zastaralý design úrovní kampaně.
Například server Metacritic dal počítačové verzi hodnocení 73/100 a té konzolové 82/100.